# Heiligen Nicolaas Pieck en Gezellenparochie (Voorne-Putten)
De HH. Nicolaas Pieck en Gezellenparochie  is een rooms-katholieke parochie op het Nederlandse dubbeleiland Voorne-Putten, en omvat de plaatsen Brielle, Hellevoetsluis, Hoogvliet, Rhoon, Rozenburg en Spijkenisse. Het is één parochie met zeven kerken, te weten:
- Martelaren-van-Gorcumkerk (Brielle)
- Sint-Antonius van Paduakerk (Hellevoetsluis)
- Maria en Johannes onder het Kruiskerk (Hoogvliet)
- Heilige Willibrorduskerk (Rhoon)
- Sint-Jozefkerk (Rozenburg)
- Sint-Felicitaskerk (Spijkenisse)

De laatste kerk is officieel geen parochiekerk, maar heeft als bedevaartsoord een speciale positie binnen de parochie. De parochie is gewijd aan de heilige Nicolaas Pieck en Gezellen, de Martelaren van Gorcum.

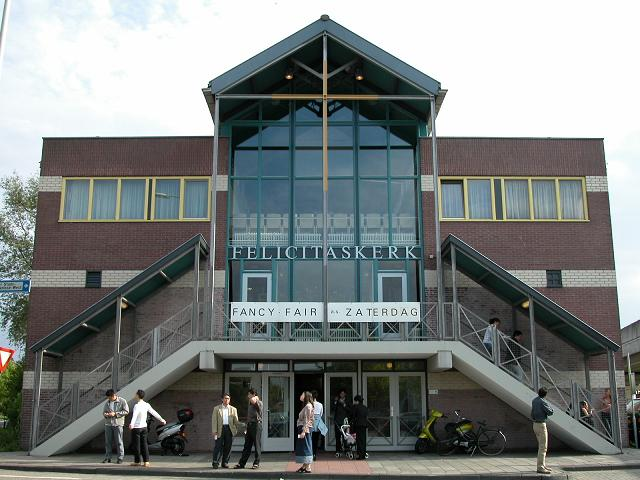
De Felicitaskerk in Spijkenisse.
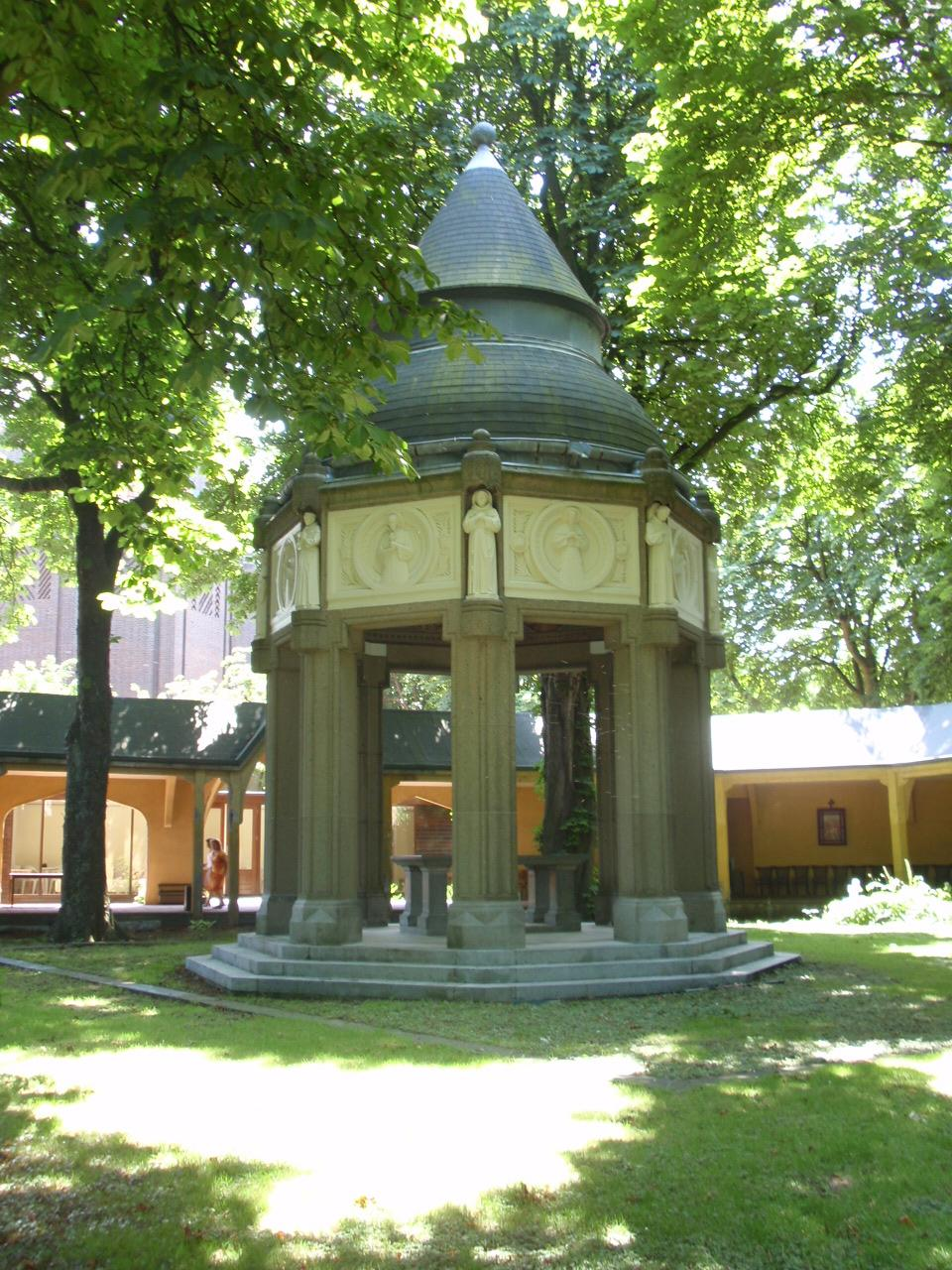
Het Martelaarsveld achter de Bedevaartskerk.